# Anica
Anica je žensko osebno ime.

## Izvor imena
Ime Anica je različica ženskega osebnega imena Ana.

## Pogostost imena
Po podatkih Statističnega urada Republike Slovenije je bilo na dan 31. decembra 2007 v Sloveniji število ženskih oseb z imenom Anica: 6.952. Med vsemi ženskimi imeni pa je ime Anica po pogostosti uporabe uvrščeno na 33. mesto.

## Osebni praznik
Osebe z imenom Anica lahko god|godujejo skupaj z Anami.